# Де Прист, Джеймс
Джеймс Де Прист (англ. James DePreist; 21 ноября 1936, Филадельфия — 8 февраля 2013) — американский дирижёр. Племянник певицы Мариан Андерсон.

## Биография
Изучал композицию в Филадельфийской консерватории у Винсента Персикетти. Получил золотую медаль на конкурсе дирижёров Димитриса Митропулоса и был приглашён Леонардом Бернстайном в качестве дирижёра-ассистента в Нью-Йоркский филармонический оркестр (сезон 1965/1966). В 1969 г. дебютировал в Европе с Роттердамским филармоническим оркестром. В 1971 г. занял пост второго дирижёра Национального симфонического оркестра США.
В 1976—1983 гг. музыкальный руководитель Квебекского симфонического оркестра, в 1980—2003 гг. — Орегонского симфонического оркестра. Одновременно в 1991—1994 гг. главный дирижёр Симфонического оркестра Мальмё, а в 1994—1998 гг. — Филармонического оркестра Монте-Карло. В 2005—2008 гг. возглавлял Токийский столичный симфонический оркестр.
Среди наиболее значительных записей Де Приста — Вторая симфония Сергея Рахманинова (с Орегонским симфоническим) и Пятая симфония Густава Малера с Лондонским симфоническим.
Преподавал в Джульярдской школе, среди его учеников Юджин Цигане.
В 2000 г. Де Прист удостоен Премии Дитсона. В 2005 г. ему вручена Национальная медаль искусств США.